# Leyla Bouzid
Leyla Bouzid (arabe : ليلى بوزيد), née le 11 octobre 1984 à Tunis, est une réalisatrice et scénariste tunisienne.

## Biographie
Née à Tunis le 11 octobre 1984, elle est la fille du réalisateur Nouri Bouzid. Elle grandit en Tunisie, et passe son adolescence à Tunis. Après le baccalauréat, elle s'installe à Paris pour étudier la littérature à la Sorbonne. Après la coréalisation d'un premier court métrage avec Walid Mattar, Bonjour (Sbah el khir), elle complète ses études à La Fémis en section « réalisation »,.
Son court métrage Soubresauts est son film de fin d'études à La Fémis, qui le produit ; il est tourné en Tunisie. En 2012, projeté en compétition dans le cadre du Festival du court métrage de Clermont-Ferrand, il y reçoit un bon accueil. Il gagne également le grand prix du jury des films d'écoles au Festival Premiers Plans d'Angers.
En 2013, Zakaria est son premier court métrage produit. Il reçoit l'Étalon de bronze et le prix Thomas-Sankara au Fespaco 2015.
En 2015, son long métrage, À peine j'ouvre les yeux, est sélectionné dans plusieurs festivals. Il est primé notamment à la Mostra de Venise, aux Journées cinématographiques de Carthage, au Festival international du film de Saint-Jean-de-Luz, au Festival international du film francophone de Namur, ou encore au Festival international du film de Dubaï où il reçoit le Muhr d'or ; il est par ailleurs salué par la critique,,.
Son deuxième film, Une histoire d'amour et de désir, est sélectionné en clôture de la 60e Semaine de la critique, dans le cadre du Festival de Cannes 2021. Le film remporte un Valois de diamant au Festival du film francophone d'Angoulême, puis se voit décerner l'Étalon de bronze au FESPACO 2021.

## Filmographie

### Principale

#### Réalisatrice et coscénariste
- 2006 : Sbeh el khir (Bonjour) coréalisé avec Walid Mattar, court métrage
- 2010 : Un Ange passe, court métrage (film de troisième année)
- 2011 : Soubresauts, court métrage (film de fin d'étude)
- 2013 : Zakaria, moyen métrage
- 2013 : Gamine, court métrage
- 2015 : À peine j'ouvre les yeux, long métrage, 102 min, coécrit avec Marie-Sophie Chambon
- 2021 : Une histoire d'amour et de désir, long métrage

#### Scénariste
- 2010 : Condamnation, court métrage, réalisé par Walid Mattar
- 2012 : Offrande, court métrage, réalisé par Walid Mattar
- 2018 : Vent du nord, long métrage, réalisé par Walid Mattar

### Secondaire
- 2009 : La Tête qu'elle veut, court métrage documentaire en tant que réalisatrice (exercice d'école)
- 2012 : Manmoutesh (Beautés cachées), long métrage en tant que scripte

## Distinctions
- Chevalière de l'ordre de la République tunisienne (Tunisie, 2016)[12],[13] ;
- Chevalière de l'ordre des Arts et des Lettres (France, 2022[14]).